# Bogorodskoje (Chabarowsk)
Bogorodskoje (russisch Богоро́дское) ist ein Dorf (selo) in der Region Chabarowsk (Russland) mit 3316 Einwohnern (Stand 1. Oktober 2021).

## Geographie
Der Ort liegt etwa 580 km Luftlinie nordöstlich des Regionsverwaltungszentrums Chabarowsk und 300 km nordöstlich von Komsomolsk am Amur am rechten Ufer des sich dort auf etwa einen Kilometer Breite verengenden Amur.
Bogorodskoje ist Verwaltungssitz des Rajons Ultschski sowie Sitz und einzige Ortschaft der Landgemeinde Selo Bogorodskoje.

## Geschichte
Das Dorf wurde 1856 von transbaikalischen Kosaken und Bauern unweit der ultschischen Ansiedlung Tentscha gegründet. Der Ortsname ist abgeleitet von russisch Bogorodiza für Gottesgebärerin. Seit 1933 ist Bogorodskoje Zentrum eines Rajons, der als Hauptsiedlungsgebiet der Ultschen nach diesen benannt ist.

### Bevölkerungsentwicklung
| Jahr | Einwohner |
| ---- | --------- |
| 1939 | 1634      |
| 1959 | 2820      |
| 1970 | 3470      |
| 1979 | 4607      |
| 1989 | 4935      |
| 2002 | 4232      |
| 2010 | 3900      |
| 2021 | 3316      |

Anmerkung: Volkszählungsdaten

## Verkehr
Bogorodskoje liegt an der Straße Komsomolsk am Amur – De-Kastri – Nikolajewsk am Amur. Auf dem Amur verkehren in der eisfreien Zeit Passagierschiffe über Bogorodskoje, ebenfalls zwischen Komsomolsk und Nikolajewsk. Am nordöstlichen Ortsrand befindet sich ein kleiner Flughafen (IATA-Flughafencode BQG, ICAO-Code UHNB).